# Jacques Garelli
Jacques Garelli (Belgrado, Sérvia, 2 de junho de 1931 - Paris, 24 de dezembro de 2014) foi um poeta e filósofo francês.

## Biografia
Autor de várias obras de filosofia e poesia, também trabalhou como especialista da UNESCO no Zaire com o historiador da África Aurelio Pace, o pai do artista plástico Joseph Pace. Ensinou literatura e filosofia na Universidade de Yale, na Universidade de Nova York e na Universidade de Amiens. Influenciado pelo pensamento de Martin Heidegger e de Merleau-Ponty, os objetos principais de sua pesquisa são a fenomenologia e a ontologia.

### Poesia
- Brèche, Paris, Mercure de France, 1966
- Les Dépossessions suivi de Prendre appui, Paris, Mercure de France, 1968
- Lieux Précaires, Paris, Mercure de France, 1972
- L’Ubiquité d’être suivi de Difficile Séjour, Paris, José Corti, 1986
- Archives du Silence suivi de Récurrences du Songe, Paris, José Corti, 1989
- L’Entrée en Démesure, suivi de L’Écoute et le regard, Paris, José Corti, 1995
- Brèche / Les Dépossessions / Lieux Précaires, Encre Marine, Fougères - La Versanne, 2000
- Fragments d’un corps en archipel suivi de Perception et imaginaire. Réflexions sur un poème oublié de Rimbaud, Paris, José Corti, 2008
- Fulgurations de l'être, José Corti, 2011

## Filosofia / Estética
- La Gravitation Poétique, Paris, Mercure de France, 1966
- Le Recel et la Dispersion, Paris, Gallimard, « Bibliothèque des Idées », 1978
- Artaud et la Question du Lieu, Paris, José Corti, 1982
- Le Temps des Signes, Paris, Klincksieck, 1983
- Rythmes et Mondes, Grenoble, Jérôme Millon, 1991
- Introduction au Logos du Monde esthétique. De la Chôra platonicienne au Schématisme transcendantal kantien et à l’expérience phénoménologique du Monde, Paris, Beauchêsne, 2000
- De l’entité à l’événement. La phénoménologie à l’épreuve de la science et de l’art contemporains, Milan / Paris, Editions Mimesis, 2004
- La mort et le songe, Editions Mimesis, Paris / Milan, 2007
- La fenomenologia a prova della scienza e dell'arte contemporanee, pp. 23, 24, 30,31, 35, 135, Editore Mimesis, Paris / Milan, 2010